# Vinnytsia (tỉnh)

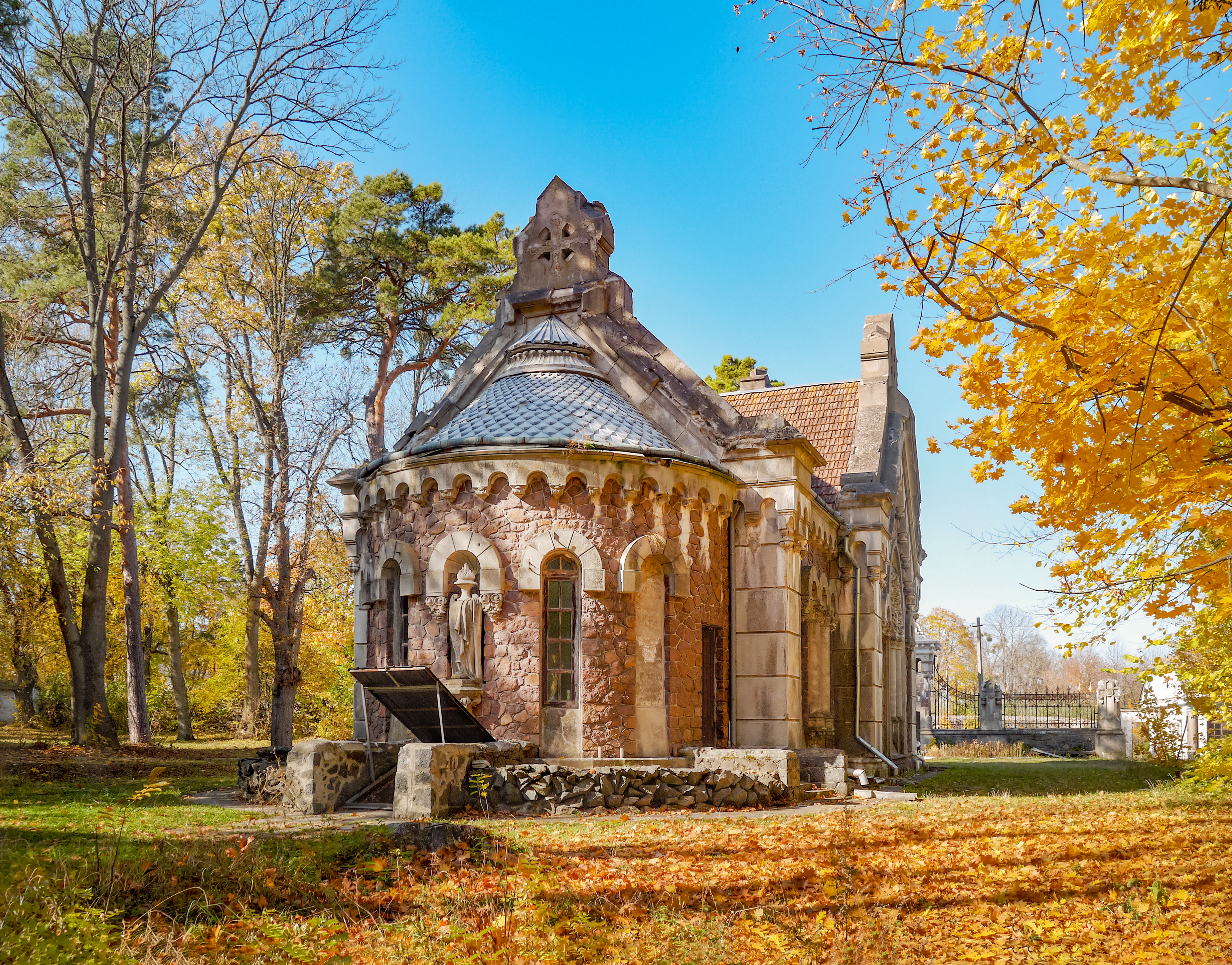
Một ngôi nhà thờ cổ ở Peczera

 Tỉnh Vinnytsia (tiếng Ukraina: Вінницька область, chuyển tự Vinnyts’ka oblast’; cũng viết Vinnychchyna - tiếng Ukraina: Вінниччина) là một tỉnh của Ukraina, giáp biên giới với các khu Ocniţa, Donduşeni, Soroca và khu vực tranh chấp Transnistria của Moldova. 
Tỉnh lỵ đóng ở Vinnytsia. Tỉnh có diện tích 26.500 km2, dân số thời điểm 1/5/2004 là 1,7 triệu người.